# George Madison
Pour les articles homonymes, voir Madison.
George Madison (juin 1763 - 14 octobre 1816) est le sixième gouverneur du Kentucky. Il meurt de la tuberculose quelques mois seulement après son élection. Il est issu d’une puissante famille, les Madison, très influent en Virginie. C’est un cousin au second degré du président James Madison. Il sert avec distinction dans trois guerres : la guerre d'indépendance des États-Unis, la guerre amérindienne du Nord-Ouest, et la guerre de 1812. Il est blessé à deux reprises lors de la guerre amérindienne du Nord-Ouest, et il est fait prisonnier après la bataille de Frenchtown lors de la guerre de 1812.
L’expérience politique de Madison avant de devenir gouverneur est relativement faible. Elle consiste en un mandat unique de vingt ans comme contrôleur de gestion de l'État. Bien que son service militaire l'ait rendu extrêmement populaire dans le Kentucky, il ne cherchait pas de poste plus élevé jusqu'à ce que les citoyens insistent pour qu'il se présente au poste de gouverneur en 1816. James Johnson (en), son seul rival dans la course, abandonne en raison de l'immense popularité de Madison, et ce dernier est élu sans opposition. Quelques mois plus tard, il devient le premier gouverneur du Kentucky à mourir en fonction. Le lieutenant-gouverneur du Kentucky, Gabriel Slaughter succède à James Johnson comme gouverneur.

## Biographie

### Jeunesse
George Madison est né en juin 1763 dans la partie du comté d'Augusta en Virginie devenue ultérieurement le comté de Rockingham. Ses parents sont John et Agatha (Strother) Madison. Son frère James Madison (bishop) (en) devient le premier évêque de l'Église épiscopale de Virginie et président du Collège de William et Mary. Son autre frère est le capitaine Thomas Madison (en). George Madison est aussi un cousin au second degré du président James Madison. Madison fait ses études dans les écoles locales et a également reçu l'instruction à domicile.
Il s’enrôle comme simple soldat dans l’armée continentale lors de la guerre d'indépendance des États-Unis avant d’avoir l’âge légal,. On ne sait pas exactement à quel moment Madison s’installe au Kentucky, mais les registres fonciers du comté de Lincoln indiquent que lui et son frère Gabriel sont là au moins à partir de 1784. Il épouse Jane Smith avec qui il a quatre enfants : Agatha, William, Myra et George. Sa femme, Jane Smith Madison, meurt en 1811.

### Carrière militaire

#### Guerre amérindienne du Nord-Ouest
Madison sert dans la milice du Kentucky pendant la guerre indienne du Nord-Ouest. Il est sous-officier dans l’armée d’Arthur St. Clair lors de la défaite américaine à la bataille de la Wabash le 4 novembre 1791 lors de la retraite, un soldat nommé William Kennan trouve Madison assis sur un rondin. Madison, qui est connu pour être de constitution frêle, est grièvement blessé et saigne abondamment. Kennan, qui était poursuivi par les Amérindiens, récupère un cheval abandonné et l'aide à s'échapper.
Plus tard dans la guerre, Madison sert sous les ordres du major John Adair. Le 5 novembre 1792, les hommes d'Adair, qui campaient près de Fort St. Clair, sont pris en embuscade par une troupe d'Amérindiens sous le commandement du chef Michikinikwa. Adair ordonne la retraite, puis rassemble ses hommes et les divise en trois groupes. Il ordonne à Madison et ses hommes de contourner le flanc de l'ennemi, mais ils échouent et Madison est à nouveau blessé dans la bataille. Adair doit finalement sonner la retraite vers Fort St. Clair. Dans le rapport d’Adair destiné au brigadier général James Wilkinson, il écrit : « Le courage et la conduite de Madison n'ont pas besoin de commentaire, ils sont bien connus de tous. »

#### La guerre de 1812
Lors de la guerre de 1812, le gouverneur Isaac Shelby appelle les volontaires pour servir dans l'armée du Nord-Ouest. Le colonel John ALlen (en) prend la tête d’un régiment, et fait de George Madison son deuxième commandant. Le régiment connu sous le nom du 1er régiment de fusiliers des volontaires du Kentucky, combat dans l’armée de James Winchester à la bataille de Frenchtown,.
Winchester est capturé par le général Henry Proctor, mais environ quatre cents hommes sous les ordres de Madison continuent à se battre et repoussent plusieurs charges menées par les Britanniques. Les hommes de Madison croient avoir remporté la victoire quand ils observent un drapeau blanc au milieu des troupes britanniques. Seulement le drapeau est agité par Winchester lui-même pour ordonner aux forces de Madison d’arrêter les hostilités. Lorsque Madison se rend compte, il refuse d’obéir, car il considère que comme captif, Winchester n’a plus d’ordre à donner. Procter finit par exiger la reddition inconditionnelle de Madison, mais Madison insiste pour que les termes de la reddition incluent la protection des prisonniers américains des alliés amérindiens de Procter. Procter rechigne dans un premier temps, mais après la promesse de Madison de vendre très cher leur vie, Proctor finit par accepter.
Le général britannique Proctor se retrouve avec autant de prisonniers que de soldats, et n'est pas en mesure de respecter les conditions qu'il avait acceptées. Les sous-officiers sont libérés sur parole. Les soldats américains blessés sont laissés sous la garde des médecins américains. Peu de temps après la bataille, les Amérindiens se servent dans le stock des Américains, qui comprenait une grande quantité de whisky. Ivres et violents, ils s’en prennent aux soldats américains blessés. Beaucoup sont tués dans un épisode connu plus tard sous le nom de massacre de la rivière Raisin. Madison et les autres officiers sont d’abord amenés à Fort Malden (en), puis conduits dans une prison au Québec. Madison est libéré de prison un an après sa capture dans le cadre d'un échange de prisonniers. Il retourne au Kentucky après sa libération. Son retour est célébré et honoré lors d’un dîner public le 6 septembre 1814.

### Carrière politique
Le gouverneur Isaac Shelby nomme Madison comme contrôleur des comptes publics le 7 mars 1796. il occupe ce poste pendant vingt ans, et bien qu'il n'ait jamais cherché à obtenir un poste plus élevé, l’historien Lewis Collins estime qu’avec le soutien populaire dont il disposait, il aurait pu obtenir n’importe quel poste. En 1800, il devient administrateur du Séminaire Kentucky dans le comté de Franklin. Le 5 décembre 1806, il fait partie du grand jury qui refuse d’inculper Aaron Burr pour conspiration et trahison. Il est nommé directeur de la Banque du Kentucky cette année.
Il démissionne de son poste de contrôleur des comptes publics en 1816 en raison de sa santé défaillante, mais sous la pression populaire, il accepte de se porter candidat au poste de gouverneur. James Johnson (en), l'autre candidat au poste, se retire de la course en raison de la popularité de Madison, ainsi ce dernier est élu sans opposition. Après l'élection, Madison voyage jusqu'à Blue Lick Springs, mais son état de santé est trop faible pour lui permettre de continuer jusqu'à Francfort, capitale de l'État, pour son investiture. Un juge de paix du comté de Bourbon lui fait prêter serment le 5 septembre 1816. Lors de son court mandat, son seul acte officiel est la nomination du colonel Charles Stewart Todd (en) comme secrétaire d'État. Il meurt le 14 octobre 1816, quelques semaines à peine après le début de son mandat. Il est enterré au cimetière de Frankfort.
Madison est le premier gouverneur du Kentucky à mourir en fonction. Les opposants à son lieutenant-gouverneur, Gabriel Slaughter, contestent immédiatement l’accession de ce dernier au poste de gouverneur. Ils affirment que le gouverneur ne peut être autorisé à servir sans avoir été élu par le peuple. Une mesure appelant à une élection spéciale du gouverneur est validée par la Chambre des représentants du Kentucky, mais échoue devant le Sénat par un vote de 18-14. Gabriel Slaughter est autorisé à exercer les pouvoirs de gouverneur, mais de nombreux citoyens et responsables de l’État refusent de l'appeler par ce titre, préférant l’appellation « gouverneur par intérim » ou « lieutenant-gouverneur ».

### Articles
- (en) Orlando Brown, « The Governors of Kentucky », The Register of the Kentucky Historical Society, vol. 49, no 3,‎ juillet 1951, pp. 202–212.
- (en) « Kentucky Governor George Madison », National Governors Association, 2015 (consulté le 3 septembre 2016).

### Ouvrages
- (en) Harry L. Coles, The War of 1812, University of Chicago Press, 1966, 298 p. (ISBN 0-226-11350-7, lire en ligne).
- (en) Lewis Collins, Historical Sketches of Kentucky, L. Collins, 1848 (lire en ligne).
- (en) Encyclopedia of Kentucky, New York, New York, Somerset Publishers, 1987, 529 p. (ISBN 0-403-09981-1).
- (en) Alan D. Gaff, Bayonets in the Wilderness : Anthony Wayne's Legion in the Old Northwest, University of Oklahoma Press, 2004, 419 p. (ISBN 0-8061-3585-9, lire en ligne).
- (en) Lowell H. Harrison (Associate editors: Thomas D. Clark, Lowell H. Harrison, and James C. Klotter), The Kentucky Encyclopedia, Lexington, Kentucky, The University Press of Kentucky, 1992 (ISBN 0-8131-1772-0).
- (en) James F. Hopkins, Kentucky's Governors, Lexington, Kentucky, The University Press of Kentucky, 2004 (ISBN 0-8131-2326-7).
- (en) William Terrell Lewis, Genealogy of the Lewis Family in America : From the Middle of the Seventeenth Century Down to the Present Time, Courier-Journal Job Printing Company, 1893 (lire en ligne), p. 397.
- (en) John Alexander McClung et Henry Waller, Sketches of Western Adventure : Containing an Account of the Most Interesting Incidents Connected with the Settlement of the West, from 1755 to 1794, Richard H. Collins & Co., 1872 (lire en ligne).
- (en) Robert A. Powell, Kentucky Governors, Danville, Kentucky, Bluegrass Printing Company, 1976 (OCLC 2690774, ASIN B0006CPOVM).
- (en) Eli Smith, A Funeral Sermon on the Death of Governor Madison, Frankfort, Kentucky, Gerard & Kendall, 1817.
- (en) Bennett Henderson Young, Battle of the Thames : in which Kentuckians defeated the British, French, and Indians, October 5, 1813, with a list of the officers and privates who won the victory, J.P. Morton, 1903 (lire en ligne).